# كارل والد
كارل والد (بالألمانية: Karl Wald)‏ هو حكم كرة قدم ألماني، ولد في 17 فبراير 1916 في فرانكفورت في ألمانيا، وتوفي في 26 يوليو 2011 في بنتزبرغ في ألمانيا.